# کودتای ۱۹۳۷ برزیل

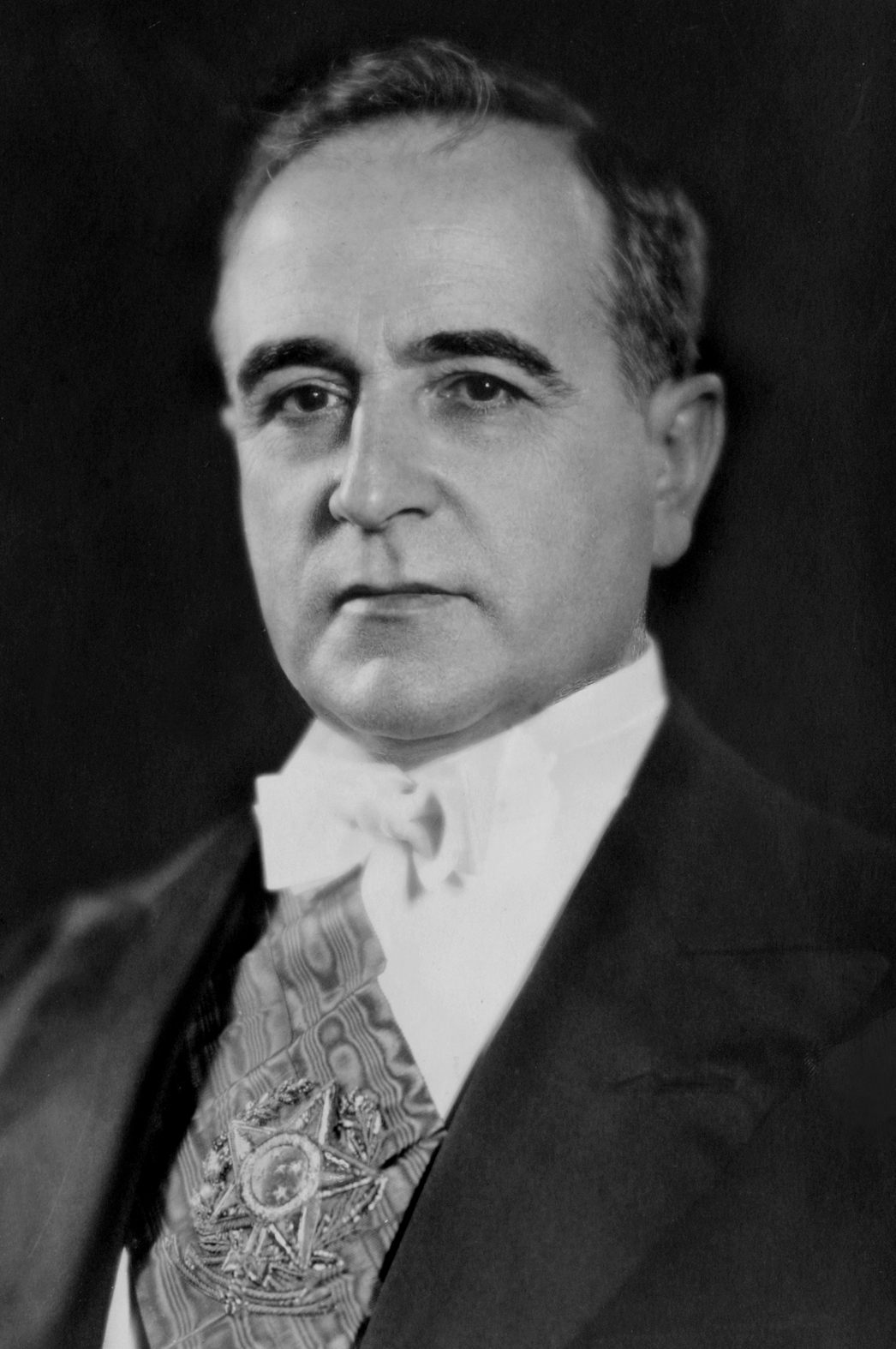

کودتای ۱۹۳۷ برزیل (به پرتغالی: Golpe de Estado no Brasil em 1937)، که همچنین به عنوان کودتای استادو نوا (Estado Novo) (به پرتغالی: Golpe do Estado Novo) شناخته می‌شود، یک کودتای نظامی بود که توسط رئیس‌جمهور ژتولیو وارگاس و با حمایت نیروهای مسلح رهبری در تاریخ ۱۰ نوامبر ۱۹۳۷ انجام شد. وارگاس در سال ۱۹۳۰ با حمایت ارتش و پس از انقلابی که به الیگارشی چند دهه ای پایان داد، به قدرت رسید. او تا زمانی که انتخابات مجلس مؤسسان ملی برزیل در سال ۱۹۳۴ برگزار شد، به عنوان رئیس‌جمهور موقت حکومت کرد. بر اساس قانون اساسی جدید، وارگاس رئیس‌جمهور قانون اساسی برزیل شد، اما پس از قیام کمونیستی در سال ۱۹۳۵، گمانه‌زنی‌ها در مورد کودتای بالقوه خود افزایش یافت. نامزدهای انتخابات ریاست جمهوری ۱۹۳۸ در اوایل سال ۱۹۳۶ ظاهر شدند. وارگاس نمی‌توانست به دنبال انتخاب مجدد باشد، اما او و متحدانش تمایلی به کنار گذاشتن قدرت نداشتند. سرکوب سیاسی که پس از شورش کمونیستی افزایش یافته بود، کاهش بود. با این حال، احساسات قوی برای یک حکومت دیکتاتوری در میان ارتش، و همچنین مداخله بیشتر فدرال در دولت‌های ایالتی، راه را برای وقوع یک کودتا هموار کرد.